# 吉井蒼生夫
吉井 蒼生夫（よしい たみお、1947年4月30日 - ）は、日本の法学者。神奈川大学法学部名誉教授。学校法人神奈川大学理事。法学博士（早稲田大学）。専門は近代日本法制史、刑法史。埼玉県所沢市出身

## 経歴
- 1970年 早稲田大学法学部卒
- 1977年 早稲田大学大学院法学研究科博士課程単位所得満期退学（指導教授：福島正夫[1]）
- 1977年 神奈川大学短期大学部 法学科 専任講師（法学ほか担当）
- 1979年 神奈川大学短期大学部 法学科 助教授
- 1989年 神奈川大学短期大学部 法学科 教授
- 1994年 神奈川大学 法学部 教授（日本近代法史ほか担当）
- 1996年 神奈川大学 入試センター所長
- 2002年 神奈川大学 図書館長
- 2005年 神奈川大学 法科大学院兼坦教授（法制史担当、2016年まで）
- 2013年 学校法人神奈川大学常務理事（2019年まで）
- 2018年 退職 名誉教授[2] 学校法人神奈川大学理事[3]

## 著書
- 『旧刑法〔明治13年〕』著者：西原春夫・吉井蒼生夫・藤田正・新倉修 編著　信山社　1994-2016
- 『近代日本の国家形成と法（神奈川大学法学研究叢書 11）』日本評論社 1996
- 『日本近現代法史（資料・年表）』藤田正・吉井蒼生夫編著　信山社　2007
- 『日本近現代法史（資料･年表）〔第2版〕』藤田正・吉井蒼生夫・小澤隆司・林真貴子編著　信山社　2015